# Marilândia
Marilândia là một đô thị thuộc bang Espírito Santo, Brasil. Đô thị này có diện tích 309,446 km², dân số năm 2007 là 10216 người, mật độ 33,01 người/km².